# Mato seihei no Slave
Mato seihei no Slave (japonsky 魔都精兵のスレイブ, Mato seihei no sureibu) je japonská manga, kterou píše Takahiro a kreslí Jóhei Takemura. Vychází od ledna 2019 na internetové platformě Šónen Jump+ nakladatelství Šúeiša. V listopadu 2021 byla oznámena animovaná adaptace v podobně televizního seriálu od studia Seven Arcs.

## Postavy
- Júki Wakura (和倉 優希, Wakura Júki)

Dabing: Júja Hirose
- Kjóka Uzen (羽前 京香, Uzen Kjóka)

Dabing: Akari Kitó
- Himari Azuma (東 日万凛, Azuma Himari)

Dabing: Jume Mijamoto
- Šušu Suruga (駿河 朱々, Suruga Šušu)

Dabing: Mari Hino
- Nei Ókawamura (大川村 寧, Ókawamura Nei)

Dabing: Hina Tačibana

## Média

### Manga
Mangu Mato seihei no Slave píše Takahiro a kreslí Jóhei Takemura. Vychází od 5. ledna 2019 na internetové platformě Šónen Jump+ nakladatelství Šúeiša, jež ji vydává ve svazcích tankóbon. První svazek byl vydán 4. března 2019; k 3. prosinci 2021 vyšlo dohromady devět svazků.
V Severní Americe licencovalo mangu nakladatelství Yen Press a ve Francii Kurokawa.

#### Seznam svazků
| Č. | Datum vydání      | ISBN              |
| -- | ----------------- | ----------------- |
| 1  | 4. března 2019    | 978-4-08-881786-6 |
| 2  | 4. července 2019  | 978-4-08-881896-2 |
| 3  | 1. listopadu 2019 | 978-4-08-882113-9 |
| 4  | 4. března 2020    | 978-4-08-882235-8 |
| 5  | 3. července 2020  | 978-4-08-882359-1 |
| 6  | 4. prosince 2020  | 978-4-08-882481-9 |
| 7  | 2. dubna 2021     | 978-4-08-882604-2 |
| 8  | 4. srpna 2021     | 978-4-08-882743-8 |
| 9  | 3. prosince 2021  | 978-4-08-882857-2 |

### Anime seriál
Dne 19. ledna 2021 bylo oznámeno, že manga získa animovanou adaptaci v podobně televizního seriálu. Pracuje na ni studio Seven Arcs.